# Don't Wait 'Til Tomorrow
Don't Wait 'Til Tomorrow (en español: No esperes hasta mañana) es el álbum de estudio debut de la banda de rock alternativo británica Yonaka. Fue publicado el 31 de mayo de 2019 a través de Asylum Records en el Reino Unido y por Fueled by Ramen en Estados Unidos.
Usando como base sus EP previos, Teach Me to Fight y Creature, las canciones presentes en el álbum contienen letras sobre lazos de amistad, dependencia emocional y ansiedad, complementados con sonidos y coros de arena rock.

## Lista de canciones
| N.º   | Título                     | Duración |  |
| 1.    | «Bad Company»              | 3:56     |  |
| 2.    | «Lose Our Heads»           | 3:20     |  |
| 3.    | «Awake»                    | 3:54     |  |
| 4.    | «Guilty (For Your Love)»   | 3:36     |  |
| 5.    | «Rockstar»                 | 3:43     |  |
| 6.    | «Creature»                 | 3:05     |  |
| 7.    | «Don't Wait 'Til Tomorrow» | 3:18     |  |
| 8.    | «Punch Bag»                | 3:16     |  |
| 9.    | «Fired Up»                 | 3:37     |  |
| 10.   | «Wake Up»                  | 3:38     |  |
| 11.   | «The Cure»                 | 3:27     |  |
| 38:57 |                            |          |  |

## Créditos y personal
Adaptados desde Allmusic.
- Theresa Jarvis – Voz principal, composición.
- George Werbrouck-Edwards – Guitarra eléctrica, composición.
- Robert Mason – Batería, composición.
- Alex Crosby – Bajo eléctrico, composición, asistente de ingeniería.
- Tobias May – Asistente de ingeniería.
- Mike Horner – Ingeniería.
- Robin Schmidt – Masterización.
- Dan Grech-Marguerat – Mezcla, producción musical, programación.
- Dan Lancaster – Mezcla, programación.
- Mark “Spike” Stent – Mezcla.
- Tom Dalgety – Producción.
- Nicholas French – Producción.
- Grandson – Producción.
- Kevin Hissink – Producción.
- Rodaidh McDonald – Producción.

## Posicionamiento en listas
| Listas (2019)                 | Mejor posición |
| ----------------------------- | -------------- |
| Escocia (Scottish Albums)     | 36             |
| Reino Unido (UK Albums Chart) | 38             |